# David Cameron
Pour les articles homonymes, voir Cameron et David Cameron (homonymie).
David Cameron /ˈdeɪvɪd ˈkæmɹən/, baron Cameron de Chipping Norton, né le 9 octobre 1966 à Marylebone (Londres), est un homme d'État britannique. Membre du Parti conservateur, il est Premier ministre du Royaume-Uni du 11 mai 2010 au 13 juillet 2016 et secrétaire d'État aux Affaires étrangères, du Commonwealth et du Développement du 13 novembre 2023 au 5 juillet 2024.
Diplômé du Brasenose College de l'université d'Oxford, il est conseiller politique de Margaret Thatcher puis de John Major, pour qui il rédige des discours. Élu à la Chambre des communes pour Witney à l'issue des élections parlementaires de 2001, il devient chef du Parti conservateur en 2005 et succède à Michael Howard comme chef de l'Opposition au gouvernement travailliste.
À la suite du scrutin législatif de 2010, qui débouche sur l'élection d'un parlement sans majorité, Cameron est nommé Premier ministre par la reine Élisabeth II et constitue avec les Libéraux-démocrates le premier gouvernement de coalition au Royaume-Uni depuis 1945. Âgé de 43 ans lors de sa nomination, David Cameron est le plus jeune chef de gouvernement britannique depuis 1812. Il est reconduit dans ses fonctions en 2015, après que son parti remporte la majorité absolue aux élections générales, ce qui lui évite d'avoir à former une coalition.
En 2016, afin d'apporter des garanties à la partie eurosceptique de sa majorité, il organise un référendum sur l'appartenance du Royaume-Uni à l'Union européenne. Après le vote des Britanniques pour le départ de l'UE alors qu'il avait fait campagne pour le maintien, il démissionne de la tête du gouvernement et du Parti conservateur. Theresa May lui succède.
Il fait son retour en politique en novembre 2023 en tant que secrétaire d'État aux Affaires étrangères, du Commonwealth et du Développement dans le gouvernement de Rishi Sunak. Il est alors le premier ancien Premier ministre depuis les années 1970 à retrouver des fonctions gouvernementales après son départ du 10 Downing Street.

## Situation personnelle

### Origines familiales
Né le 9 octobre 1966 à Londres, David William Donald Cameron est le fils d'un riche agent de change, Ian Donald Cameron (1932-2010), et d'une juge de paix, Mary Fleur née Mount (1934). Il grandit à Peasemore dans le Berkshire, avec son frère, Alexander Allan Cameron, (1963–2023), et ses deux sœurs, Tania Rachel (1965) et Clare Louise (1971).
Par sa grand-mère paternelle Enid Agnes Maud Levita, David Cameron descend du roi Guillaume IV et de sa maîtresse, Dorothea Jordan, par leur fille illégitime Elizabeth FitzClarence Erroll ; il est donc un lointain cousin de la reine Élisabeth II et aussi le descendant d'Élie Lévita (1469-1549), un poète et linguiste juif de la Renaissance,,. Également par la ligne patrilinéaire, il a aussi pour ancêtre le Lord Lochiel (en) (1663-1748), dix-huitième chef du clan Cameron.

### Vie privée
David Cameron est marié avec Samantha Sheffield, fille aînée de Reginald Adrian Berkeley Sheffield, 8e baronnet, descendant en ligne illégitime du roi Charles II d'Angleterre. C'est par l'une de ses sœurs que, durant un voyage en Toscane, David Cameron la rencontre. Ils se marient le 1er juin 1996, à l'église Saint-Augustin-de-Cantorbéry d'East Hendred, dans l'Oxfordshire. De ce mariage naissent quatre enfants :
- Ivan Reginald qui voit le jour le 8 avril 2002. Atteint d'infirmité motrice cérébrale et du syndrome d'Ohtahara, il meurt le 25 février 2009 ;
- Nancy Gwendoline (19 janvier 2004) ;
- Arthur Elwen (14 février 2006) ;
- Florence Rose Endellion (24 août 2010[7]).

Le 8 septembre 2010, son père, Ian Donald Cameron, meurt au centre hospitalier de Toulon, après une attaque cérébrale.

### Formation

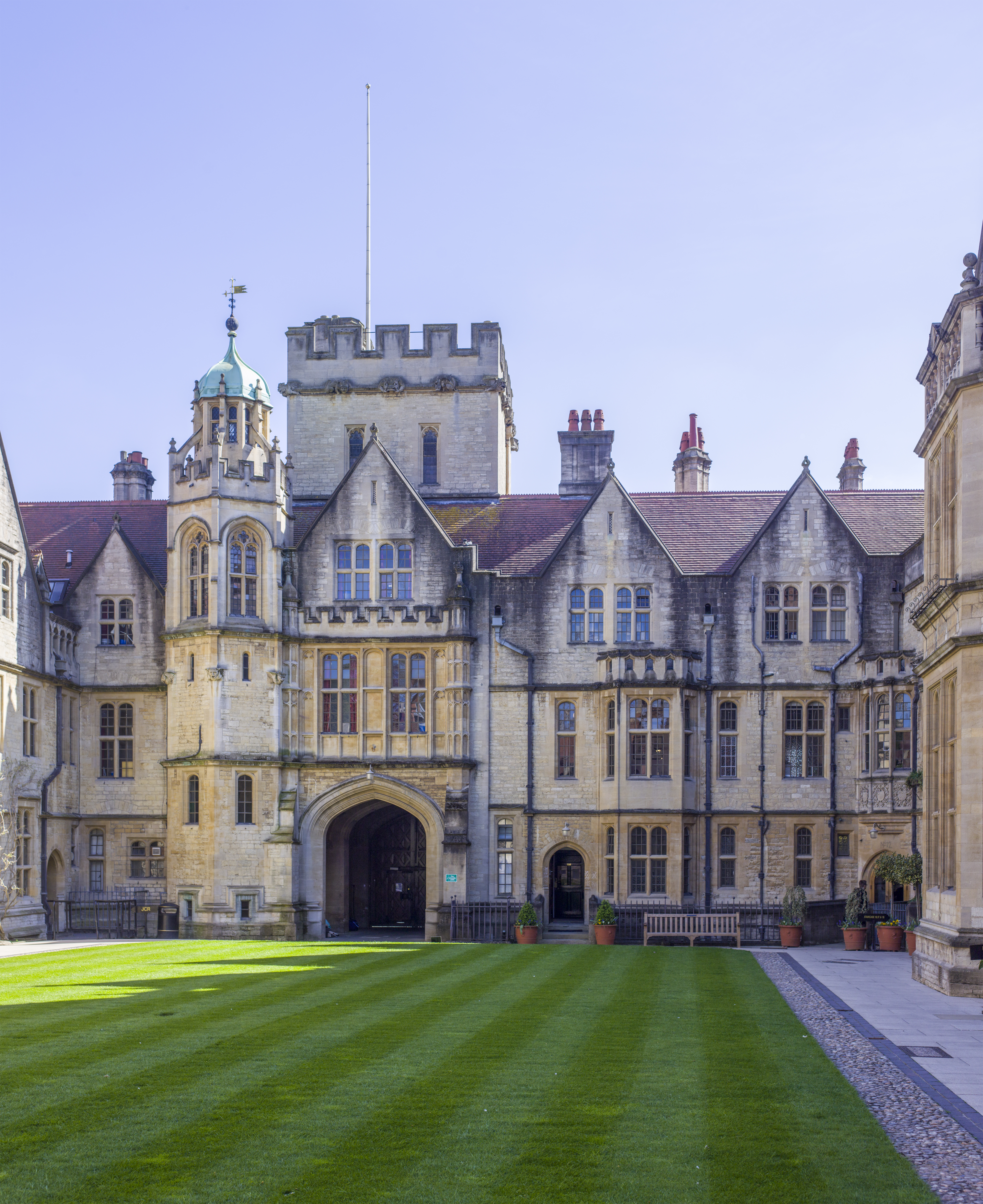
Le Brasenose College d'Oxford.

Après des études primaires à l'école Heatherdown à Winkfield, David Cameron est admis au collège d'Eton, qui forme les enfants issus de la haute bourgeoisie et de l'aristocratie. Quelques semaines avant des examens, le jeune Cameron est surpris en train de fumer du cannabis ; bien qu'il soit réprimandé, il n'est cependant pas renvoyé. Cameron quitte Eton en 1984, puis prend un congé sabbatique de neuf mois, durant lequel il travaille pour le parlementaire conservateur Tim Rathbone puis assiste aux débats de la Chambre des communes. Grâce à son père Ian Cameron, il séjourne pendant trois mois à Hong Kong pour le conglomérat Jardine Matheson.
Admis au Brasenose College de l'université d'Oxford, David Cameron étudie la philosophie, la politique et l'économie. Il a pour tuteur le professeur Sir Vernon Bogdanor (en). Cameron, comme d'autres étudiants de l'université, fréquenta le White's (pt), l'un des plus anciens gentlemen's clubs de Londres. Il fut également membre du très fermé, et aussi controversé Bullingdon club à Oxford.
En 1988, Cameron sort diplômé de l'université d'Oxford, avec M.A. (Oxon) auréolé des honneurs de première classe (First-class Honours).

## Parcours politique

### Conseiller du gouvernement
Sitôt diplômé, David Cameron est nommé conseiller politique au sein du gouvernement Thatcher ; en 1992, il devient conseiller au Trésor, puis à l'Intérieur au sein du gouvernement de John Major. Durant ses fonctions, Cameron devait rédiger les discours du Premier ministre, préparer les interventions à la Chambre des communes et coordonner les travaux du gouvernement.
Approché par le chancelier de l'Échiquier Norman Lamont, Cameron travaillait encore pour lui lors du « mercredi noir », au plus fort de la pression pour que la livre sterling puisse rejoindre le mécanisme de taux de change européen ; c'est ainsi que Cameron devait diriger la communication du chancelier Lamont quant à la situation.
Après le limogeage de Lamont, David Cameron resta quelques semaines au Trésor, avant d'être nommé conseiller au secrétaire d'État à l'Intérieur, Michael Howard, pour lequel Cameron avait une certaine admiration. Il fut cependant rapporté que Cameron aurait préféré poursuivre son travail au Trésor.
Au mois de juillet 1994, David Cameron quitta le gouvernement britannique pour être nommé directeur des affaires corporatives de l'entreprise « Carlton Communications ». Il suspend provisoirement ses fonctions en 1997 lorsqu'il se présente aux élections générales. Il postule alors dans la circonscription de Stafford dans le Staffordshire, un siège détenu depuis 1983 par les conservateurs. Durant la campagne, il dit du meneur travailliste Tony Blair qu'il est « davantage un chat fédéral de l'Europe plutôt qu'un lion britannique ».
Au cours du scrutin, il perd 10 600 voix par rapport au député conservateur sortant Bill Cash en 1992 et se trouve devancé de 4 400 suffrages par le candidat du Parti travailliste, David Kidney. Il reprend alors ses activités dans le secteur privé.

### À la Chambre des communes
Le 4 avril 2000, un an avant les prochaines élections générales, Cameron est désigné candidat potentiel du Parti conservateur pour la circonscription de Witney dans l'Oxfordshire, un territoire électoralement favorable aux conservateurs mais dont le député, Shaun Woodward, est passé chez les travaillistes en 1999. Conseillé par son amie Kate Fall, il fait campagne en insistant sur des valeurs jugées sociales, puis rédige régulièrement une tribune pour The Guardian ; il est élu le 7 juin 2001, améliorant de 4 400 voix le score de Woodward en 1997 dans un contexte de hausse de la participation. Il doit siéger sur les bancs de l'opposition, le Parti travailliste de Tony Blair ayant été finalement conforté par les électeurs.
Après son élection, David Cameron siège au comité spécial pour les Affaires intérieures ; à ce titre, il travaille notamment sur les produits stupéfiants, prônant des sanctions plus lourdes pour les auteurs d'infractions en la matière et pour les consommateurs d'ecstasy.

### Ascension progressive

#### Dans l'ombre de Michael Howard
Au mois de novembre 2003, après la désignation de Michael Howard comme chef du Parti conservateur, David Cameron commence à prendre du galon au sein du parti : il est nommé vice-président, avant d'être chargé des coordinations politiques du parti. Après les élections générales du 5 mai 2005, il fut nommé secrétaire à l'Éducation dans le cabinet fantôme dirigé par le chef de l'opposition Michael Howard, devenant ainsi l'une des figures du mouvement Tory.

#### Chantre du «conservatisme compassionnel»

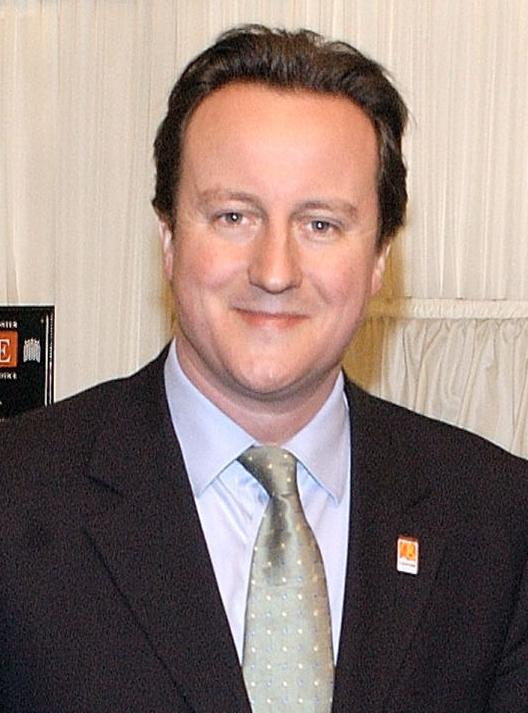
David Cameron en 2006.

Le 29 septembre 2005, David Cameron annonce se présenter à la succession de Michael Howard pour diriger le Parti conservateur et de facto devenir le nouveau chef de l'Opposition parlementaire au gouvernement travailliste.
Quelques jours suivant cette annonce, lors du congrès annuel des Tories qui se tient le 4 octobre 2005 à Blackpool, il dit vouloir incarner « un conservatisme moderne et compassionnel, en phase avec notre temps, juste pour le Royaume-Uni ». Sa campagne est soutenue par deux piliers du Parti, William Hague et Iain Duncan Smith.
Le 18 octobre, à l'issue du premier tour du vote des parlementaires conservateurs, Cameron arrive en seconde position, talonnant l'ancien ministre David Davis, et s'imposant sur les candidatures de Liam Fox et Kenneth Clarke. Au second tour, deux jours plus tard, Cameron termine en première position, disposant d'une confortable avance sur ses deux concurrents que sont Davis et Fox.
Le 6 décembre, les 253 600 militants du Parti conservateur élisent David Cameron au titre de chef du parti ; une élection qu'il gagne avec 67,6 % des voix contre 32,3 % à David Davis. Il déclare prendre la direction « d'un parti [qu'il veut] moderne » et dit être déterminé à « changer la culture et l'identité du Parti conservateur ». Bien qu'étant considéré comme un centriste, le programme de Cameron ne diffère de la pensée thatchérienne que sur les aspects dits de la « qualité de vie » et de la « protection sociale ». Si les détracteurs du nouveau chef de l'Opposition dénoncent ses « platitudes » et le disent « doué pour formuler brillamment des généralités », ses partisans louent sa jeunesse, son charisme et l'espoir qu'il incarne.
Le 4 mai 2006, la campagne électorale intensive du Parti conservateur menée par David Cameron fait de lui la plus grande force politique nationale, avec 40 % des voix lors des dernières élections locales en Angleterre. Le nombre de voix perdues chez les travaillistes serait quasiment égal au gain conservateur. Enfin, Cameron aurait su mobiliser le plus jeune électorat comme les classes moyennes dites « blairiennes », tout en conservant son électorat traditionnel.

### Chef de l'opposition parlementaire
Dans le cabinet fantôme constitué par Cameron se trouvent des personnalités de premier plan du parti : aux affaires étrangères est nommé l'ancien chef du Parti conservateur, William Hague, soutien de Cameron lorsque celui-ci voulait conquérir la direction du Parti ; l'Échiquier est confié à George Osborne ; à l'Intérieur est nommé David Davis, son ancien concurrent pour la course à la direction du parti. Le 12 juin 2008, Davis décidant de quitter le jeu politique, David Cameron remanie son cabinet fantôme, confiant le portefeuille de l'Intérieur à Dominic Grieve.
En janvier 2009, un remaniement du cabinet fantôme permet à Kenneth Clarke de retrouver un portefeuille, celui du Commerce ; l'arrivée de Clarke est saluée par Cameron, qui juge qu'avec Ken Clarke, « [ce cabinet fantôme] est la meilleure équipe économique du Royaume-Uni ».

### Premier ministre du Royaume-Uni

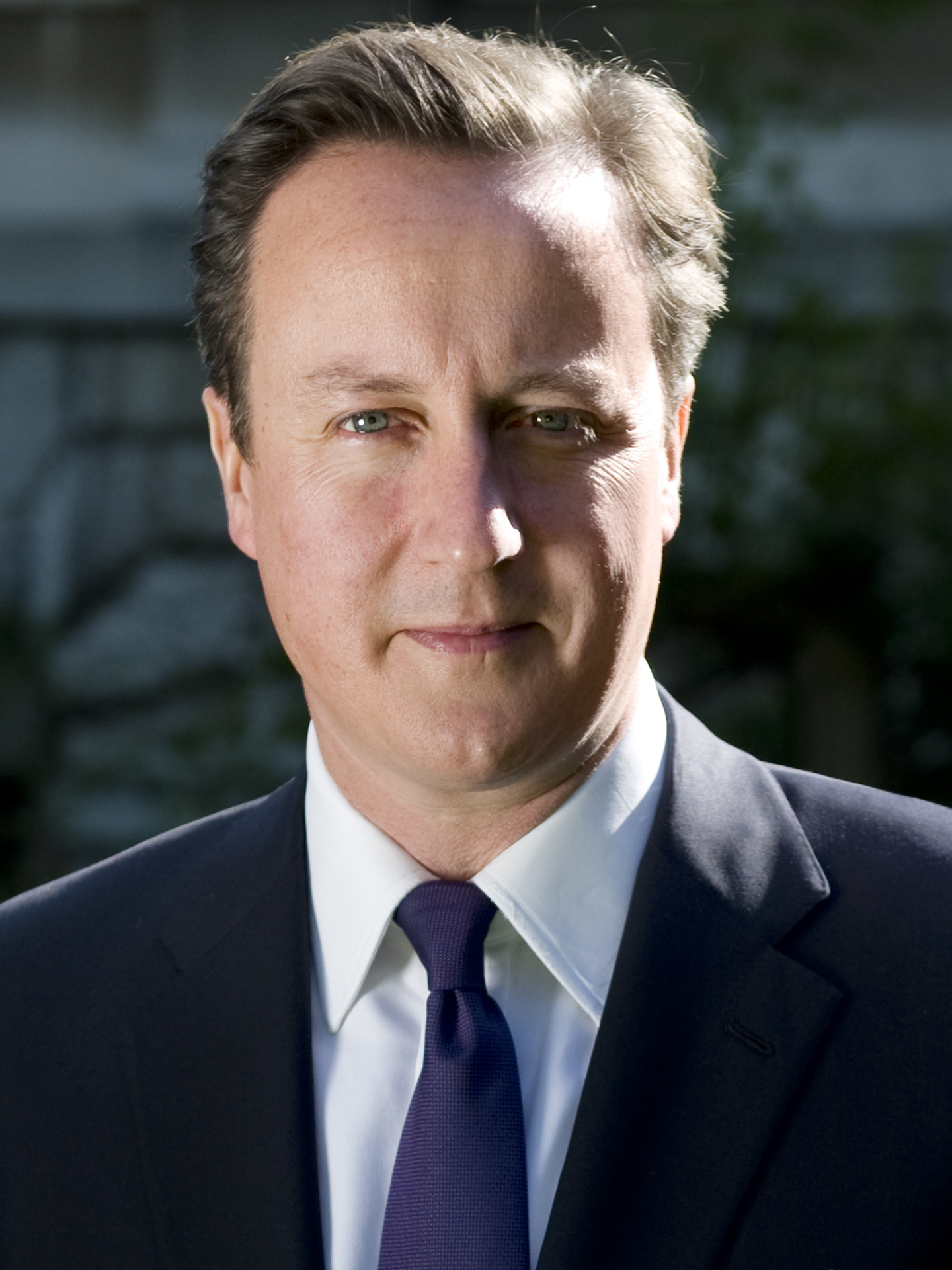
Portrait officiel de David Cameron en 2010.

Menés par David Cameron lors des élections législatives de 2010, les Tories arrivent en tête des voix et des sièges (306 sur 650), mais ne parviennent pas à obtenir la majorité absolue au Parlement. Le 11 mai 2010, il est nommé Premier ministre, le plus jeune (43 ans) depuis deux cents ans, par la reine Élisabeth II. Cette nomination fait suite à un accord de coalition avec les Libéraux-démocrates de Nick Clegg.
Dès sa composition, le gouvernement Cameron annonce une politique d'austérité pour réduire le déficit du Royaume-Uni, qui atteint environ 186 milliards d'euros, soit le plus important de l'Union européenne. Le 24 mai 2010, le gouvernement annonce les mesures de son plan d'économies, qui prévoit 7,2 milliards d'euros de restrictions budgétaires d'ici à la fin de l'année : diminutions des frais de fonctionnement des administrations, du budget des universités, gel des recrutements dans la fonction publique. À titre symbolique, David Cameron annonce également une baisse de 5 % des salaires des ministres. Le 17 juin suivant, sont annulés ou suspendus 24 projets, approuvés précédemment par les travaillistes et qui touchent les domaines de la culture, de la santé ou encore des aides à l'emploi, car ils ne « présentent pas une optimisation [des] ressources », selon le secrétaire d'État au Trésor, Danny Alexander. Des hausses d'impôts et une augmentation de 2,5 points de la TVA sont également prévues, ce qui mécontente les LibDems.
Le 6 juillet 2010, le Premier ministre David Cameron annonce le lancement d'une enquête judiciaire indépendante sur les accusations de complicité d'actes de torture sur des détenus soupçonnés de terrorisme de la part des services de renseignements intérieurs et extérieurs britanniques. En matière de politique sécuritaire, il retire à la police nationale 20 % de son budget et réduit ses effectifs de 16 000 agents.
Le budget de l’Agence nationale de l’environnement (EA) est réduit de moitié en 2010.
Rappelant ses ancêtres Juifs, il déclare en mars 2011 : « En moi, vous avez un Premier ministre dont la croyance en Israël est indestructible. Je serai toujours un ardent défenseur du peuple juif, un soutien de l’État d’Israël et je ne demeurerai jamais passif pendant que la communauté juive en Grande-Bretagne est sous la menace ». Revenant sur son discours de Munich sur l'échec du multiculturalisme, le Premier ministre affirme que « l'une des menaces les plus immédiates pour la sécurité du peuple juif vient de l’existence d’une idéologie politique que j’appelle l’extrémisme islamiste ».
Le 15 septembre 2011, il se rend à Tripoli puis Benghazi, en Libye avec le président de la République française Nicolas Sarkozy, pour y rencontrer les membres du Conseil national de transition. Cameron participe en outre en 2012 à une vidéo dirigée par le VVD, parti libéral néerlandais. Il y passe un court message, soutenant la candidature du Premier ministre sortant Mark Rutte, qui sera réélu.
Il se prononce en faveur du mariage homosexuel au Royaume-Uni non pas, d'après ses propres termes, « en dépit du fait qu'[il est] conservateur », mais « parce qu'[il est] conservateur » et croit à la famille. Cette mesure, qui divise son camp, est discutée au Parlement en 2013 et est adoptée en première lecture le 5 février 2013, les votes favorables de l'opposition compensant les réticents de la majorité.

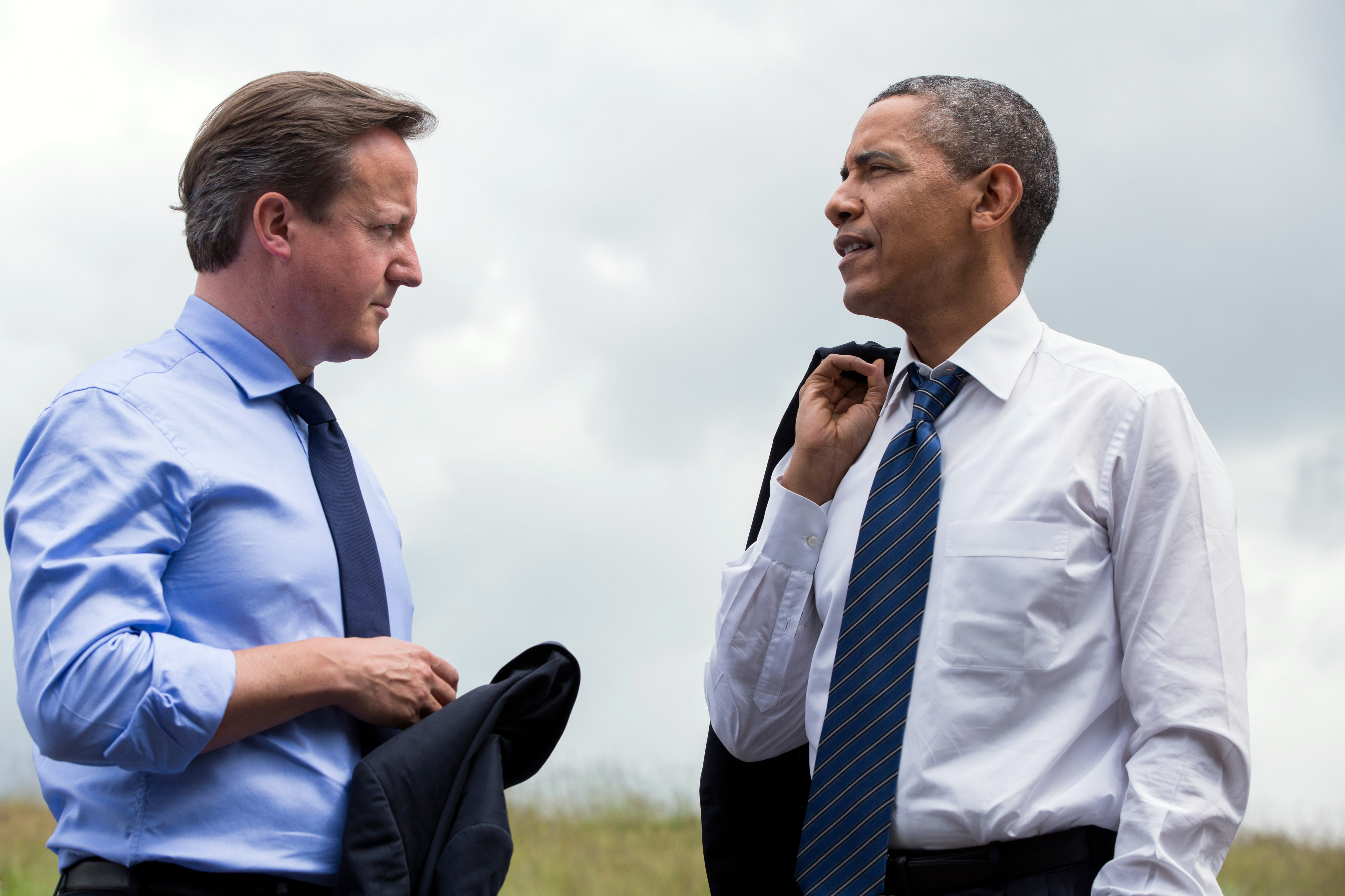
David Cameron et Barack Obama en Irlande du Nord, en 2013.

Le 23 janvier 2013, alors qu'il doit faire face à une percée électorale du parti eurosceptique UKIP, il annonce son intention d'organiser, au cours d'un éventuel second mandat, un référendum pour consulter le peuple britannique sur sa volonté de rester dans l'UE. David Cameron avait toujours plaidé en faveur de l’Union européenne, mais la poussée de l'UKIP le conduit à adopter un discours plus critique, regrettant ses « règles trop complexes qui entravent les marchés du travail », son « encadrement excessif » de l’activité des entreprises, son incapacité à déréguler « les marchés des services, de l’énergie et du numérique », son manque d’entrain à négocier des « accords de libre-échange ».
À plusieurs reprises, il se déclare pour une politique de limitation de l'immigration, en 2011, en voulant porter le solde migratoire au niveau de « dizaines de milliers de personnes par an, et non les centaines de milliers comme lors de la dernière décennie », en 2013, en proposant un certain nombre de mesures comme la suppression de l'aide médicale gratuite pour les clandestins, des restrictions aux droits sociaux des immigrés, une forme de préférence nationale pour le logement social, ainsi que le durcissement de la lutte contre le « tourisme de santé » et l'immigration clandestine. Pourtant, en 2015 et 2016, le nombre d'entrées légales d'étrangers au Royaume-Uni atteint un niveau jamais égalé dans son histoire, ce qui constitue une « situation hors de contrôle » pour plusieurs personnalités politiques,.

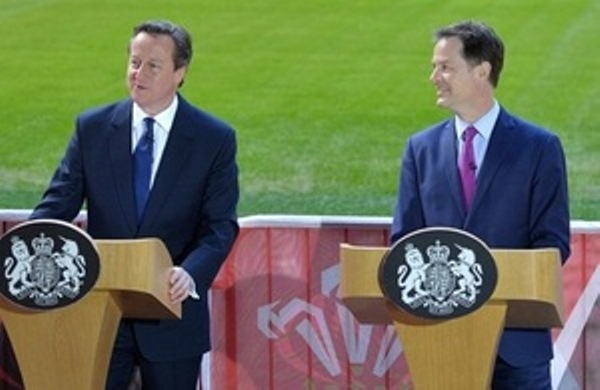
David Cameron et son vice-Premier ministre Nick Clegg en 2015.

Élu sur un plan d'austérité, David Cameron voit en 2013 sa politique porter ses fruits, le Royaume-Uni sortant de la crise économique européenne avec une croissance supérieure à 3,5 % et la création d'un million d'emplois privés en deux ans. Parmi les mesures prises, on note la privatisation de Royal Mail, mesure sur laquelle le Parti travailliste ne souhaite pas revenir en cas d'alternance. Il a également lancé une campagne de forage de puits de gaz de schiste et demandé à EDF de construire deux centrales nucléaires de nouvelle génération, avec un plan carbone visant à réduire les émissions de CO2 de 80 % à l'horizon 2050. Fin 2013, George Osborne, le chancelier de l'Échiquier, annonce que l'âge de départ à la retraite sera repoussé à 68 ans dans les années 2030 et 69 ans dans les années 2040. En outre, les futures dépenses sociales seront plafonnées chaque année ; le niveau de dépense publique est alors le plus bas depuis l'après-Seconde Guerre mondiale.
Cette politique est cependant critiquée pour son impact sur le niveau de vie de la population et notamment sur la santé. L’hôpital public britannique est dans une situation critique dans les années 2020 avec des délais de prise en charge des patients particulièrement longs, en particulier en raison des restrictions budgétaires décidées en 2015.
En avril 2016, il voit sa crédibilité affaiblie par son implication dans le scandale Panama Papers. En effet, il avait bénéficié de parts détenues dans un fonds d'investissement établi aux Bahamas et possédé par son père. Si ce fonds a été fermé en 2010, avant qu'il ne devienne Premier ministre, David Cameron est vivement critiqué pour avoir esquivé les questions du Parlement et de la presse pendant trois jours et n'avoir avoué ces faits que sous la pression,.

### Départ du 10 Downing Street

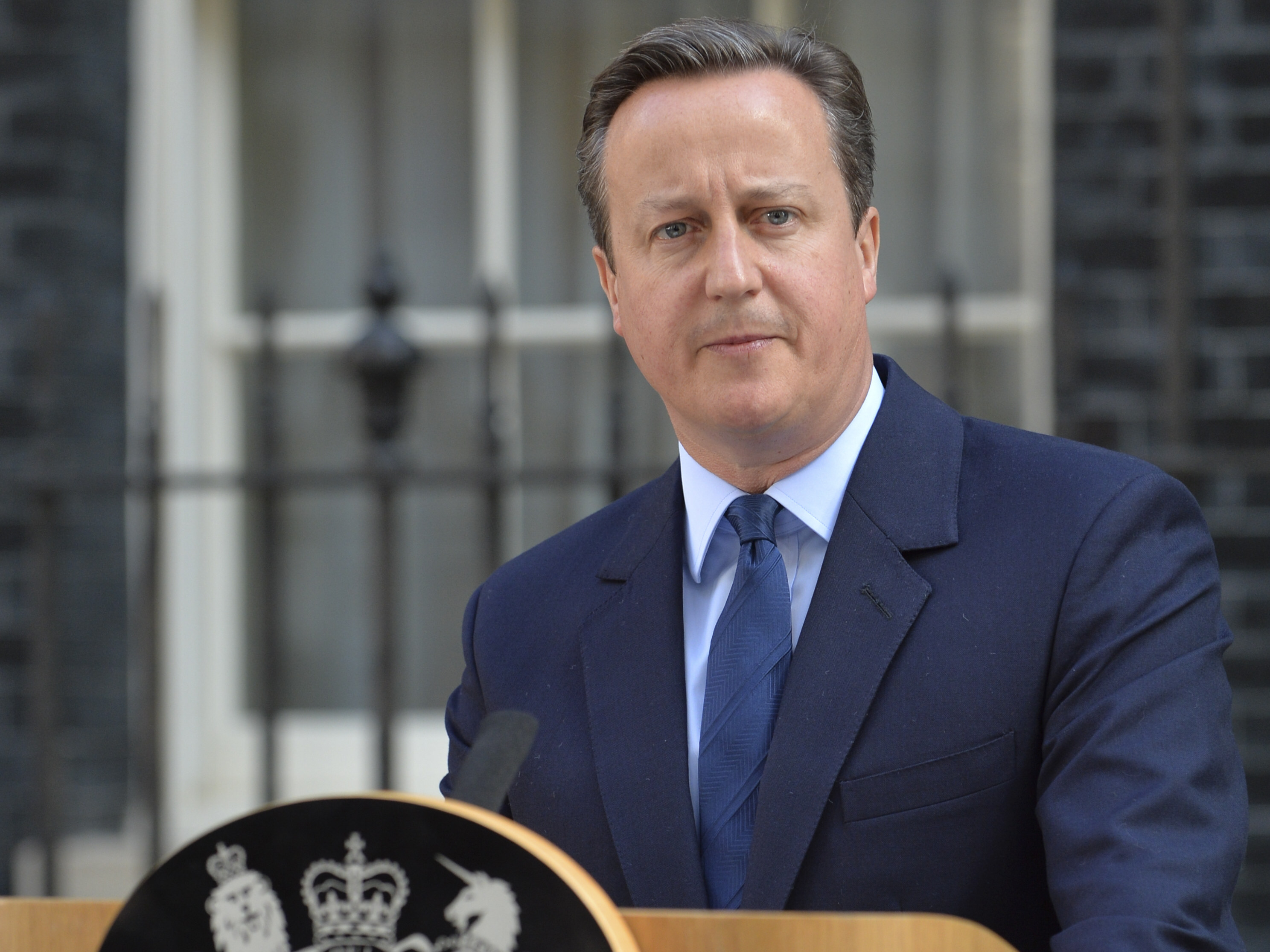
David Cameron annonçant sa démission après le référendum du 23 juin 2016 sur l'appartenance du Royaume-Uni dans l'UE.

Après avoir négocié avec les autorités européennes un accord laissant au Royaume-Uni plus de marge de manœuvre au sein de l'Union européenne, il appelle à voter pour le maintien du Royaume-Uni dans l'UE lors du référendum du 23 juin 2016. Mais les Britanniques votent pour le départ du pays de l'UE, ce qui le conduit à annoncer, le 24 juin 2016, sa démission d'ici au mois d'octobre suivant.
Le 11 juillet 2016, Andrea Leadsom, qui devait affronter Theresa May lors d'un vote des adhérents du Parti conservateur se terminant en septembre, annonce son retrait de l'élection à la direction du parti. De fait, Theresa May devient la nouvelle chef du Parti conservateur, succédant à David Cameron. Deux jours plus tard, le 13 juillet, celui-ci présente sa démission de la fonction de Premier ministre à la reine, qui confie cette charge à Theresa May.
Il annonce, le 12 septembre 2016, sa démission de son mandat de député de Whitney, qu'il détenait depuis 2001. Après son départ du 10 Downing Street, il avait pourtant annoncé son intention de rester député jusqu'aux prochaines élections générales, alors prévues en 2020.
Le 6 octobre 2017, il est nommé à un poste de conseiller de First Data Corp, une entreprise américaine qui gère les terminaux de paiement de six millions de commerçants dans le monde.
Il est recruté en 2018 par la société financière Greensill Capital en tant que conseiller spécial, exerçant dès lors des missions de lobbying auprès du gouvernement britannique et du régime saoudien. La presse relève que l'ancien Premier ministre avait offert à l'entreprise à partir de 2011, lorsqu'il occupait cette fonction, un accès sans réserve et en toute opacité à son cabinet, lui permettant d'obtenir d’importants contrats publics. D'après le Financial Times, il détenait des options sur le capital de Greensill, qui auraient pu lui rapporter environ 60 millions d’euros si la société financière n'avait pas fait faillite en 2021.

### Retour en tant que chef de la diplomatie
Le 13 novembre 2023, il fait son retour au gouvernement en remplaçant James Cleverly en tant que secrétaire d'État aux Affaires étrangères, du Commonwealth et du Développement,. Il est le premier ex-premier ministre britannique depuis Alec Douglas-Home en 1970 à revenir au cabinet.
Il est fait pair à vie, faisant de lui un membre de la Chambre des lords et le premier ancien Premier ministre à être créé pair depuis Margaret Thatcher. Le 17 novembre 2023, il est créé baron Cameron de Chipping Norton. Lord Carrington, pair héréditaire, a été le dernier pair à occuper le poste de ministre des Affaires étrangères, de 1979 jusqu'à sa démission en 1982.

## Résultats électoraux

### Chambre des communes
| Élection          | Circonscription | Parti | Parti        | Voix   | %    | Résultats |
| ----------------- | --------------- | ----- | ------------ | ------ | ---- | --------- |
| Générales de 1997 | Stafford        |       | Conservateur | 20 292 | 39,2 | Échec     |
| Générales de 2001 | Witney          |       | Conservateur | 22 153 | 45,0 | Élu       |
| Générales de 2005 | Witney          |       | Conservateur | 26 571 | 49,3 | Élu       |
| Générales de 2010 | Witney          |       | Conservateur | 33 973 | 58,8 | Élu       |
| Générales de 2015 | Witney          |       | Conservateur | 35 201 | 60,2 | Élu       |

## Honneurs et distinctions

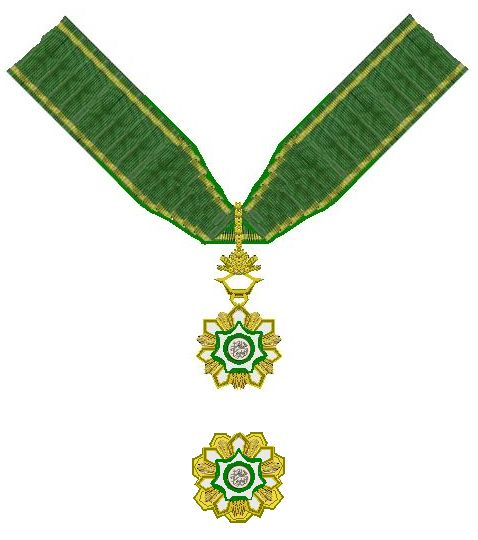
La plaque et le ruban en cravate de l'ordre du roi Abdelaziz

- Conseiller privé (2005)
- Pair à vie (2023)

### Décoration étrangère
| . | Grand-cordon de l'ordre du roi Abdelaziz (2012) |

### Autres
- Prix de l'« homme d’État de l’année » en 2015 : « honore les dirigeants qui soutiennent la paix et la liberté, par la promotion de la tolérance, la dignité humaine et les droits de l’homme ». Prix remis par la fondation Appeal of Conscience.

## Ascendance

Blason Cameron.

D'ancienne extraction, la famille Cameron appartient à la noblesse écossaise:
|  |                                             |  |  |  |  |  |  |  |  |  |  |  |  |  |  |  |
|  | 16. Ewen Cameron (en)                       |  |  |  |  |  |  |  |  |  |  |  |  |  |  |  |
|  |                                             |  |  |  |  |  |  |  |  |  |  |  |  |  |  |  |
|  |                                             |  |  |  |  |  |  |  |  |  |  |  |  |  |  |  |
|  | 8. Ewen Allan Cameron                       |  |  |  |  |  |  |  |  |  |  |  |  |  |  |  |
|  |                                             |  |  |  |  |  |  |  |  |  |  |  |  |  |  |  |
|  |                                             |  |  |  |  |  |  |  |  |  |  |  |  |  |  |  |
|  | 17. Josephine Houchen                       |  |  |  |  |  |  |  |  |  |  |  |  |  |  |  |
|  |                                             |  |  |  |  |  |  |  |  |  |  |  |  |  |  |  |
|  |                                             |  |  |  |  |  |  |  |  |  |  |  |  |  |  |  |
|  | 4. Ewen Donald Cameron                      |  |  |  |  |  |  |  |  |  |  |  |  |  |  |  |
|  |                                             |  |  |  |  |  |  |  |  |  |  |  |  |  |  |  |
|  |                                             |  |  |  |  |  |  |  |  |  |  |  |  |  |  |  |
|  | 18. Alexander Geddes                        |  |  |  |  |  |  |  |  |  |  |  |  |  |  |  |
|  |                                             |  |  |  |  |  |  |  |  |  |  |  |  |  |  |  |
|  |                                             |  |  |  |  |  |  |  |  |  |  |  |  |  |  |  |
|  | 9. Margaret Geddes                          |  |  |  |  |  |  |  |  |  |  |  |  |  |  |  |
|  |                                             |  |  |  |  |  |  |  |  |  |  |  |  |  |  |  |
|  |                                             |  |  |  |  |  |  |  |  |  |  |  |  |  |  |  |
|  | 19. Frances Robertson Sharp                 |  |  |  |  |  |  |  |  |  |  |  |  |  |  |  |
|  |                                             |  |  |  |  |  |  |  |  |  |  |  |  |  |  |  |
|  |                                             |  |  |  |  |  |  |  |  |  |  |  |  |  |  |  |
|  | 2. Ian Donald Cameron (en)                  |  |  |  |  |  |  |  |  |  |  |  |  |  |  |  |
|  |                                             |  |  |  |  |  |  |  |  |  |  |  |  |  |  |  |
|  |                                             |  |  |  |  |  |  |  |  |  |  |  |  |  |  |  |
|  | 20. Émile Georges Charles Levita            |  |  |  |  |  |  |  |  |  |  |  |  |  |  |  |
|  |                                             |  |  |  |  |  |  |  |  |  |  |  |  |  |  |  |
|  |                                             |  |  |  |  |  |  |  |  |  |  |  |  |  |  |  |
|  | 10. Arthur Francis Levita                   |  |  |  |  |  |  |  |  |  |  |  |  |  |  |  |
|  |                                             |  |  |  |  |  |  |  |  |  |  |  |  |  |  |  |
|  |                                             |  |  |  |  |  |  |  |  |  |  |  |  |  |  |  |
|  | 21. Catherine Plumridge Ree                 |  |  |  |  |  |  |  |  |  |  |  |  |  |  |  |
|  |                                             |  |  |  |  |  |  |  |  |  |  |  |  |  |  |  |
|  |                                             |  |  |  |  |  |  |  |  |  |  |  |  |  |  |  |
|  | 5. Enid Agnes Maud Levita                   |  |  |  |  |  |  |  |  |  |  |  |  |  |  |  |
|  |                                             |  |  |  |  |  |  |  |  |  |  |  |  |  |  |  |
|  |                                             |  |  |  |  |  |  |  |  |  |  |  |  |  |  |  |
|  | 22. Alfred Duff Cooper, 1er vicomte Norwich |  |  |  |  |  |  |  |  |  |  |  |  |  |  |  |
|  |                                             |  |  |  |  |  |  |  |  |  |  |  |  |  |  |  |
|  |                                             |  |  |  |  |  |  |  |  |  |  |  |  |  |  |  |
|  | 11. Stephanie Agnes Cooper                  |  |  |  |  |  |  |  |  |  |  |  |  |  |  |  |
|  |                                             |  |  |  |  |  |  |  |  |  |  |  |  |  |  |  |
|  |                                             |  |  |  |  |  |  |  |  |  |  |  |  |  |  |  |
|  | 23. Lady Agnes Duff                         |  |  |  |  |  |  |  |  |  |  |  |  |  |  |  |
|  |                                             |  |  |  |  |  |  |  |  |  |  |  |  |  |  |  |
|  |                                             |  |  |  |  |  |  |  |  |  |  |  |  |  |  |  |
|  | 1. David Cameron                            |  |  |  |  |  |  |  |  |  |  |  |  |  |  |  |
|  |                                             |  |  |  |  |  |  |  |  |  |  |  |  |  |  |  |
|  |                                             |  |  |  |  |  |  |  |  |  |  |  |  |  |  |  |
|  | 24. Sir William Mount                       |  |  |  |  |  |  |  |  |  |  |  |  |  |  |  |
|  |                                             |  |  |  |  |  |  |  |  |  |  |  |  |  |  |  |
|  |                                             |  |  |  |  |  |  |  |  |  |  |  |  |  |  |  |
|  | 12. Sir William Mount, 1er baronnet         |  |  |  |  |  |  |  |  |  |  |  |  |  |  |  |
|  |                                             |  |  |  |  |  |  |  |  |  |  |  |  |  |  |  |
|  |                                             |  |  |  |  |  |  |  |  |  |  |  |  |  |  |  |
|  | 25. Marianne Emily Clutterbuck              |  |  |  |  |  |  |  |  |  |  |  |  |  |  |  |
|  |                                             |  |  |  |  |  |  |  |  |  |  |  |  |  |  |  |
|  |                                             |  |  |  |  |  |  |  |  |  |  |  |  |  |  |  |
|  | 6. Sir William Mount, 2e baronnet (en)      |  |  |  |  |  |  |  |  |  |  |  |  |  |  |  |
|  |                                             |  |  |  |  |  |  |  |  |  |  |  |  |  |  |  |
|  |                                             |  |  |  |  |  |  |  |  |  |  |  |  |  |  |  |
|  | 26. Malcolm Low                             |  |  |  |  |  |  |  |  |  |  |  |  |  |  |  |
|  |                                             |  |  |  |  |  |  |  |  |  |  |  |  |  |  |  |
|  |                                             |  |  |  |  |  |  |  |  |  |  |  |  |  |  |  |
|  | 13. Hilda Lucy Adelaide Low                 |  |  |  |  |  |  |  |  |  |  |  |  |  |  |  |
|  |                                             |  |  |  |  |  |  |  |  |  |  |  |  |  |  |  |
|  |                                             |  |  |  |  |  |  |  |  |  |  |  |  |  |  |  |
|  | 27. Lady Ida Feilding                       |  |  |  |  |  |  |  |  |  |  |  |  |  |  |  |
|  |                                             |  |  |  |  |  |  |  |  |  |  |  |  |  |  |  |
|  |                                             |  |  |  |  |  |  |  |  |  |  |  |  |  |  |  |
|  | 3. Mary Fleur Mount                         |  |  |  |  |  |  |  |  |  |  |  |  |  |  |  |
|  |                                             |  |  |  |  |  |  |  |  |  |  |  |  |  |  |  |
|  |                                             |  |  |  |  |  |  |  |  |  |  |  |  |  |  |  |
|  | 28. Colonel Evan Llewellyn                  |  |  |  |  |  |  |  |  |  |  |  |  |  |  |  |
|  |                                             |  |  |  |  |  |  |  |  |  |  |  |  |  |  |  |
|  |                                             |  |  |  |  |  |  |  |  |  |  |  |  |  |  |  |
|  | 14. Owen John Llewellyn                     |  |  |  |  |  |  |  |  |  |  |  |  |  |  |  |
|  |                                             |  |  |  |  |  |  |  |  |  |  |  |  |  |  |  |
|  |                                             |  |  |  |  |  |  |  |  |  |  |  |  |  |  |  |
|  | 29. Blanche Somers                          |  |  |  |  |  |  |  |  |  |  |  |  |  |  |  |
|  |                                             |  |  |  |  |  |  |  |  |  |  |  |  |  |  |  |
|  |                                             |  |  |  |  |  |  |  |  |  |  |  |  |  |  |  |
|  | 7. Elizabeth Llewellyn                      |  |  |  |  |  |  |  |  |  |  |  |  |  |  |  |
|  |                                             |  |  |  |  |  |  |  |  |  |  |  |  |  |  |  |
|  |                                             |  |  |  |  |  |  |  |  |  |  |  |  |  |  |  |
|  | 30. William John Mann                       |  |  |  |  |  |  |  |  |  |  |  |  |  |  |  |
|  |                                             |  |  |  |  |  |  |  |  |  |  |  |  |  |  |  |
|  |                                             |  |  |  |  |  |  |  |  |  |  |  |  |  |  |  |
|  | 15. Anna Elizabeth Mann                     |  |  |  |  |  |  |  |  |  |  |  |  |  |  |  |
|  |                                             |  |  |  |  |  |  |  |  |  |  |  |  |  |  |  |
|  |                                             |  |  |  |  |  |  |  |  |  |  |  |  |  |  |  |
|  | 31. Julia Brown                             |  |  |  |  |  |  |  |  |  |  |  |  |  |  |  |
|  |                                             |  |  |  |  |  |  |  |  |  |  |  |  |  |  |  |
|  |                                             |  |  |  |  |  |  |  |  |  |  |  |  |  |  |  |

## Sources